# Hagop Bedros II Hovsepian
Hagop Bedros II Hovsepian, in italiano Giacomo Pietro II (Aleppo, 1689 – Bzoummar, 10 giugno 1753), è stato arcieparca di Aleppo e patriarca della Chiesa armeno-cattolica.

## Biografia
Dopo dieci anni di vita ascetica nel convento di Sant'Antonio di Kadicha, rientrò nella sua città natale dove, nel 1720, fu ordinato prete dal vescovo Abraham Ardzivian, futuro primo patriarca della Chiesa armeno-cattolica. Esiliato assieme al suo vescovo, costruì il monastero di Kreim e fece liberare dalla prigionia il vescovo Ardzivian. Una volta rientrato ad Aleppo, fu consacrato vescovo assieme ad altri due sacerdoti della città; i tre nuovo vescovi, il 26 novembre 1740, consacrarono Abraham Ardzivian primo patriarca cattolico armeno. Questi ricevette da Roma la conferma della sua consacrazione nel dicembre del 1742. Alcuni anni dopo dovette nuovamente fuggire dalla sua città a causa dell'opposizione degli armeni tradizionalisti. Rifugiatosi a Kreim fu scelto da Abramo Pietro I Ardzivian come suo successore sul seggio patriarcale, scelta che fu confermata alla morte del patriarca il 14 ottobre 1749. Durante i suoi quattro anni di patriarcato fu costruito il convento di Bzoummar, dove egli trasferì la sede del patriarcato armeno-cattolico.

## Genealogia episcopale
La genealogia episcopale è:
- Patriarca Goughas di Sis
- Patriarca Abraham Bedros I Ardzivian
- Patriarca Hagop Bedros II Hovsepian